# The Night Crew
The Night Crew è un film del 2015 diretto da Christian Sesma.

## Trama
Un gruppo di cacciatori di taglie sottrae Mae, una giovane ragazza cinese, ad un altro gruppo di cacciatori di taglie. Mae però riesce a scappare da quest'ultimo gruppo, ma non fa altro che inasprire la lotta tra il cartello della droga di Edoardo Aguilar e il gruppo dei cacciatori di taglie.